# Lineaire afbeelding
In de wiskunde is een lineaire afbeelding een afbeelding die de lineaire combinaties bewaart, wat inhoudt dat zowel de optelling als de scalaire vermenigvuldiging behouden blijven. Het beeld van de som van vectoren is gelijk aan de som van de beelden, en het beeld van een (scalaire) veelvoud van een vector is gelijk aan hetzelfde veelvoud van het beeld. Deze afbeeldingen vertonen interessante eigenschappen en spelen een belangrijke rol in de lineaire algebra van vectorruimten en modulen.

## Definitie
Een afbeelding {\displaystyle f:V\to W}, waarbij {\displaystyle V} en {\displaystyle W} vectorruimten over een lichaam (Ned. term; in België: veld) {\displaystyle K} zijn, heet lineair als voor elk paar {\displaystyle x,y\in V} en elk element {\displaystyle \lambda \in K}:
{\displaystyle f(x+y)=f(x)+f(y)}
en
{\displaystyle f(\lambda x)=\lambda f(x)}.
Omdat niet uitdrukkelijk gebruikgemaakt wordt van het feit dat scalairen verschillend van nul een omgekeerde hebben, kan de eis dat {\displaystyle K} een lichaam is verzwakt worden, en kan de definitie worden gebruikt voor lineaire afbeeldingen tussen modulen over een commutatieve ring. Veel van de resultaten voor vectorruimten hebben een analoog voor modulen, maar omdat niet ieder moduul een basis heeft zijn er een aantal resultaten die niet kunnen worden overgezet (zoals bijvoorbeeld de dimensiestelling).
Bij een niet-commutatieve ring kan men eventueel spreken van een links-lineaire afbeelding tussen linkermodulen.

## Combineren van lineaire afbeeldingen
De verzameling {\displaystyle \mathrm {Lin} (V,W)} van alle lineaire afbeeldingen van een vaste vectorruimte {\displaystyle V} naar een vaste vectorruimte {\displaystyle W}, beide over het lichaam {\displaystyle K}, is met een geschikte optelling en vermenigvuldiging met een scalair zelf ook een vectorruimte over {\displaystyle K}.
Voor de lineaire afbeeldingen {\displaystyle f} en {\displaystyle g} van {\displaystyle V} naar {\displaystyle W} wordt de som {\displaystyle f+g} gedefinieerd als de lineaire afbeelding die aan elk element {\displaystyle v\in V} de som van de beelden onder {\displaystyle f} en {\displaystyle g} toevoegt:
{\displaystyle (f+g)(v)=f(v)+g(v)}
en wordt voor een element {\displaystyle \lambda \in K} het veelvoud {\displaystyle \lambda f} gedefinieerd als de lineaire afbeelding die aan elk element {\displaystyle v\in V} het {\displaystyle \lambda }-veelvoud van het beeld onder {\displaystyle f} toevoegt:
{\displaystyle (\lambda f)(v)=\lambda f(v)}
De verzameling {\displaystyle \mathrm {Lin} (V,W)} is een deelruimte van de vectorruimte {\displaystyle V^{W}} over {\displaystyle K} van de functies van {\displaystyle V} naar {\displaystyle W}.
Ook de samenstelling van lineaire afbeeldingen is opnieuw een lineaire afbeelding: voor {\displaystyle f:V\to W} en {\displaystyle h:W\to U}, waarin {\displaystyle V,W} en {\displaystyle U} vectorruimten over het lichaam {\displaystyle K} zijn, is
{\displaystyle (h\circ f)(v)=h(f(v))}
terug een lineaire afbeelding.

## Nulruimte en beeldruimte
De nulruimte {\displaystyle N_{f}} of kern van een lineaire afbeelding {\displaystyle f} is de verzameling van alle vectoren die door {\displaystyle f} op de nulvector worden afgebeeld. Het beeld van het domein van {\displaystyle f}, het bereik, heet ook de beeldruimte {\displaystyle B_{f}} van {\displaystyle f}. Zowel de nulruimte als de beeldruimte van een lineaire afbeelding is weer een lineaire ruimte. Vaak wordt de notatie {\displaystyle {\textrm {Ker}}f} en {\displaystyle {\textrm {Im}}f} gebruikt voor de kern en beeldruimte, van het Engelse kernel en image.

## Matrixvoorstelling
De lineaire afbeelding {\displaystyle \mathbf {A} \colon V\to W} van de {\displaystyle m}-dimensionale vectorruimte {\displaystyle V} naar de {\displaystyle n}-dimensionale vectorruimte {\displaystyle W} beeldt de basisvectoren {\displaystyle v_{1},\ldots ,v_{m}} van {\displaystyle V} af op de vectoren
{\displaystyle A_{1}=\mathbf {A} v_{1},\ldots ,A_{m}=\mathbf {A} v_{m}\in W},
die, zoals alle vectoren in {\displaystyle W}, kunnen worden geschreven als lineaire combinatie van de basisvectoren {\displaystyle w_{1},\ldots ,w_{n}} van {\displaystyle W}:
{\displaystyle A_{k}=\mathbf {A} v_{k}=\alpha _{k1}w_{1}+\ldots +\alpha _{kn}w_{n}}
De bijbehorende {\displaystyle n\times m}-matrix {\displaystyle A=(A_{rk})} heeft als elementen de coördinaten {\displaystyle \alpha _{kr}}:
{\displaystyle A_{rk}=\alpha _{kr}}
Voor een vector {\displaystyle x\in V}, met
{\displaystyle x=\xi _{1}v_{1}+\ldots +\xi _{m}v_{m}}
geldt:
{\displaystyle \mathbf {A} x=\eta _{1}w_{1}+\ldots +\eta _{n}w_{n}},
waarin
{\displaystyle {\begin{bmatrix}\eta _{1}\\\vdots \\\eta _{m}\end{bmatrix}}=A{\begin{bmatrix}\xi _{1}\\\vdots \\\xi _{m}\end{bmatrix}}}.
De matrix {\displaystyle A} wordt de matrixvoorstelling van de lineaire afbeelding {\displaystyle {\textbf {A}}} genoemd. Het is een belangrijke eigenschap van lineaire afbeeldingen tussen eindigdimensionale ruimten dat iedere lineaire afbeelding een matrixvoorstelling heeft, en de afbeelding en matrix worden vaak als hetzelfde object beschouwd.

## Voorbeelden

### Voorbeeld 1
De identieke afbeelding is lineair. De projectie op een vector is lineair. Lineaire afbeeldingen over eindigdimensionale vectorruimten kunnen door een matrix worden voorgesteld, en omgekeerd kan men met elke eindigdimensionale matrix een lineaire afbeelding associëren.

### Voorbeeld 2
De afbeelding {\displaystyle D:C^{1}\to C^{0}:f\mapsto f'} die een differentieerbare functie afbeeldt op haar afgeleide, is een lineaire afbeelding. Hierbij zijn {\displaystyle C^{0},C^{1}} respectievelijk de verzamelingen van functies en van alle functies die minstens één keer differentieerbaar zijn.

### Voorbeeld 3
De afbeelding {\displaystyle f\colon \mathbb {R} ^{2}\to \mathbb {R} ^{2};(x,y)\mapsto (x+y,2x+3y)}, is lineair. De bijbehorende matrix is:
{\displaystyle {\begin{bmatrix}1&1\\2&3\end{bmatrix}}}
Het eerste element van de beeldvector is gelijk aan het standaardinproduct van de argumentvector {\displaystyle (x,y)} met de bovenste rij van de matrix; het tweede element van de beeldvector is gelijk aan het standaardinproduct van de argumentvector {\displaystyle (x,y)} met de onderste rij van de matrix.

### Voorbeeld 4
De afbeelding {\displaystyle f:\mathbb {Z} \times \mathbb {Z} \to \mathbb {Z} :(x,y)\mapsto 3x+6y} is een lineaire afbeelding tussen twee modulen over de ring {\displaystyle \mathbb {Z} }. De kern van deze afbeelding is het {\displaystyle \mathbb {Z} }-moduul dat bestaat uit alle gehele getallenkoppels van de vorm {\displaystyle (2z,-z)}. Het beeld is {\displaystyle 3\mathbb {Z} }, de verzameling van alle drievouden.
Algemener kan elke abelse groep worden opgevat als een {\displaystyle \mathbb {Z} }-moduul, en elk groepsisomorfisme tussen abelse groepen wordt een lineaire afbeelding.

## Eigenschappen

### Dimensiestelling
De dimensiestelling voor lineaire afbeeldingen is een centrale stelling binnen de lineaire algebra en luidt:
Laat {\displaystyle V} en {\displaystyle W} eindigdimensionale vectorruimten zijn en {\displaystyle f:V\to W} een lineaire afbeelding van {\displaystyle V} in {\displaystyle W}. Dan is:
{\displaystyle \dim(\mathrm {Ker} (f))+\dim(\mathrm {Im} (f))=\dim V\ },
waarbij {\displaystyle \mathrm {Im} (f)} het beeld en {\displaystyle \mathrm {Ker} (f)} de kern van {\displaystyle f} is.
Als daarenboven {\displaystyle V} en {\displaystyle W} dezelfde dimensie hebben, dan volgt uit deze stelling dat {\displaystyle f} injectief is dan en slechts dan als {\displaystyle f} surjectief is. De redenering loopt als volgt:
- Stel dat {\displaystyle f} surjectief is, dan is {\displaystyle \dim({\textrm {Im}}f)=\dim(W)=\dim(V)}. Hieruit volgt dat {\displaystyle \dim({\textrm {Ker}}f)=0}. Dit impliceert dat {\displaystyle f} injectief is: stel dat er {\displaystyle x,y\in V} bestaan zodat {\displaystyle x\neq y} maar {\displaystyle f(x)=f(y)}, dan is {\displaystyle x-y\in {\textrm {Ker}}f}. Dit is tegenstrijdig met het feit dat {\displaystyle \dim({\textrm {Ker}}f)=0}, en dus is {\displaystyle f} injectief.
- Stel dat {\displaystyle f} injectief is, dan is volgens de redenering van het vorige punt {\displaystyle \dim({\textrm {Ker}}f)=0}. Dit impliceert dat {\displaystyle \dim({\textrm {Im}}f)=\dim(V)=\dim(W)}, en dus is {\displaystyle f} surjectief.

Omdat injectiviteit de surjectiviteit impliceert en omgekeerd, geldt dat als {\displaystyle f} injectief of surjectief is, dan is {\displaystyle f} een bijectie. Omdat {\displaystyle f} ook lineair is, vormt het een isomorfisme tussen {\displaystyle V} en {\displaystyle W}.